# Aeropuerto de Mont-Joli
El Aeropuerto de Mont-Joli (del inglés: Mont-Joli Airport) (IATA: YYY, OACI: CYYY) está ubicado a 1,5 MN (2,8 km; 1,7 mi) al sur de Mont-Joli, Quebec, Canadá.

## Aerolíneas y destinos
- Air Canada Jazz
  - Montreal / Aeropuerto Internacional de Montreal-Trudeau
  - Baie-Comeau / Aeropuerto de Baie-Comeau
- Pascan Aviation
  - Montreal / Aeropuerto de Montreal-Saint-Hubert
  - Ciudad de Quebec / Aeropuerto internacional Jean-Lesage de Quebec
  - Baie-Comeau / Aeropuerto de Baie-Comeau
  - Sept-Iles / Aeropuerto de Sept-Iles